# Himeroconcha rotula
Himeroconcha rotula é uma espécie de gastrópode  da família Charopidae.
É endémica de Guam.